# Zełenikowo
Zełenikowo (mac. Зелениково) – wieś w centralnej Macedonii Północnej. Ośrodek administracyjny gminy Zełenikowo. W 2002 roku 85,36% mieszkańców stanowili Macedończycy, 9,96% – Boszniacy, 4,68% – pozostali.